# Siete mujeres (película de 1953)
Siete mujeres es una película de drama mexicana de 1953 dirigida por Juan Bustillo Oro y protagonizada por Amelia Bence, Alma Rosa Aguirre, Bárbara Gil, Sara Guasch, Anabel Gutiérrez, Maruja Grifell y Prudencia Grifell  . Esta película está basada en una obra de teatro del mismo nombre que se había adaptado previamente a la película argentina de 1944 Siete mujeres.
Los escenarios de la película fueron diseñados por el director de arte Manuel Fontanals. 

## Reparto
- Alma Rosa Aguirre
- Amelia Bence
- Bárbara Gil
- Maruja Grifell
- Prudencia Grifell
- Sara Guasch
- Anabel Gutiérrez
- Conchita Gentil Arcos
- Queta Lavat
- Bertha Lehar
- Abel Salazar